# جوليس لوند
جوليس لوند (بالإنجليزية: Jules Lund)‏ هو مقدم برامج إذاعية أسترالي، ولد في 24 أبريل 1979.
في سن 26، قدم برنامجه الأسبوعي على إذاعة Fox FM ، أيضا سافر العالم لتقديم الألعاب المتطرفة لجمهور عالمي، فضلا عن كونه موضوع سلسلة من ستة أجزاء حول مغامراته بالبرازيل، ماليزيا، الولايات المتحدة و إسبانيا، كما قدم برنامج الغناء بالقناة التاسعة So Fresh.

## وصلات خارجية
- جوليس لوند على موقع IMDb (الإنجليزية)
- جوليس لوند على موقع قاعدة بيانات الفيلم (الإنجليزية)